# Heiligschennis
Heiligschennis, sacrilège of sacrilegie (sacrilegium in het Latijn) is een vergrijp aan of krenking van het heilige of van iets heiligs.  Dit kan een persoon, zaak of plaats zijn.

## Katholieke Kerk
In de Katholieke Kerk wordt heiligschennis behandeld in artikel 2120 van de Catechismus van de Katholieke Kerk.  Vanouds onderscheidt men drie soorten heiligschennis:
- persoonlijke heiligschennis, wanneer aan geestelijken of religieuzen door daden onrecht wordt aangedaan;
- zakelijke heiligschennis, wanneer men op een onwaardige wijze omgaat met sacramenten, sacramentalia, bijbel, liturgische voorwerpen en gewaden, simonie bedrijft, etc.;
- plaatselijke heiligschennis, wanneer er inbreuk wordt gemaakt op de heiligheid van plaatsen die door een consecratie of zegening voor de eredienst (kerken, kapellen) of voor de begrafenis van de gelovigen (kerkhof) bestemd zijn.

Het onwaardig ontvangen van de communie is een zware vorm van heiligschennis (canones 1367 en 1376 van het Wetboek van Canoniek Recht van 1983).